# 第19戦闘航空団
第19戦闘航空団（だい19せんとうこうくうだん、朝鮮語：제19전투비행단（漢字表記:第19戰闘飛行團）、英称：ROKAF 19th Fighter Wing）は、大韓民国空軍の航空団（飛行団）の一つで、忠清北道忠州市の中原飛行場に所在する。航空団司令官には空軍准将が充てられている。

## 部隊編制
- 第155戦闘飛行隊（KF-16C戦闘機、KF-16D戦闘機Block52 KFP）
- 第159戦闘飛行隊（KF-16C戦闘機、KF-16D戦闘機Block52 KFP）
- 第161戦闘飛行隊（KF-16C戦闘機、KF-16D戦闘機Block32 PB）
- 第162戦闘飛行隊（KF-16C戦闘機、KF-16D戦闘機Block32 PB）